# Archeologický výzkum v Praze-Zličíně
Archeologický výzkum v Praze-Zličíně proběhl v letech 2005–2008 jako záchranný archeologický výzkum, uskutečněný kvůli plánované výstavbě komplexu bytových domů  „Zličínský Dvůr" v Praze 5 - Zličíně. Prozkoumáno bylo zejména pohřebiště z 5. století našeho letopočtu a jeho výsledky přinesly nové poznatky k období tzv. stěhování národů v Čechách.

## Výzkum
V letech 2005 až 2008 se při Hrozenkovské ulici v městské části Praha-Zličín, v poloze Za novou silnicí, uskutečnil záchranný archeologický výzkum. V průběhu několika výzkumných sezon byla v areálu výstavby komplexu bytových domů „Zličínský Dvůr" prozkoumána část palisádou ohrazeného neolitického sídliště a především kompletní kostrové pohřebiště vinařické skupiny z doby stěhování národů, datované do druhé a třetí třetiny 5. století. Svými 177 pohřby ve 174 hrobech se toto pohřebiště stalo největší dosud prozkoumanou lokalitou svého druhu z daného období v České republice. Výzkum přinesl řadu významných archeologických nálezů a poznatků, přispívajících velkou měrou k poznání starší fáze doby stěhování národů nejen na území České republiky. Unikátním objevem jsou také dvě zaniklé cesty pravěkého stáří.
Pohřebiště v Praze-Zličíně je jedinou v úplnosti a moderními metodami prozkoumanou lokalitou vinařické skupiny. Navzdory tomu, že podstatná část hrobů byla v minulosti vyloupena, představuje kolekce získaných nálezů naprosto unikátní soubor šperků z drahých kovů (zlaté a stříbrné spony, přezky z obuvi i opaskové garnitury, jehlice a další), dále skleněných nádob (jejichž počet dnes přesahuje dosud známé množství celé vinařické skupiny) a korálků, keramiky atd., které jsou jednoznačným dokladem nadregionálních kontaktů a výsadního či přímo elitního postavení zde pohřbeného fragmentu populace z druhé a třetí třetiny 5. století. Spektrum předmětů pak naznačuje kontakty s oblastmi počínaje Galií na západě, saským územím na severu a středním Podunajím na východě.
Lokalita Zličín se díky prvkům materiální kultury řadí k nejvýznamnějším lokalitám své doby jako je například pohřebiště v Bräunlingenu v Alamanii, se kterým pozorujeme v materiální náplni určité shody. Získání maximálního množství informací o pohřebišti ve Zličíně bude mít mimořádný dopad na poznání společensko-kulturního, politického, demografického a paleobiologického vývoje v době stěhování národů nejen ve středoevropském měřítku. Při hledání způsobu zpracování pohřebiště byl zvolen radikálně nový přístup a mírou zamýšlených analýz, množstvím hodnocených dat a následně možnými důsledky pro výzkum raně historických populací je navrhovaný projekt zpracování výzkumu mimořádný.
Výzkum v letech 2005 a 2006 provádělo Muzeum hlavního města Prahy a v letech 2007 a 2008 společnost Labrys o.p.s.